# Cait London
Cait London, manchmal auch Cait Logan (* 11. April in Washington als Lois Kleinsasser), ist eine US-amerikanische Romanautorin.

## Leben
Cait London ist deutsch-russischer Herkunft und im Bundesstaat Washington aufgewachsen. Allerdings ist sie die einzige Angehörige ihrer Familie, die nicht bilingual ist. Später zog sie nach Missouri, wo sie heute mit ihren drei Töchtern lebt. Mit rund 45 Liebes- und Familienromanen gehört sie nach den Angaben von USA Today zu den erfolgreichsten amerikanischen Autorinnen in diesem Genre. Im deutschsprachigen Bereich sind lediglich vier ihrer Romane ausschließlich beim Weltbild Verlag veröffentlicht worden und konnten bisher bei weitem nicht den Erfolg wie in den Vereinigten Staaten erzielen.
Mit dem Schreiben begann die sich selbst als Autodidaktin bezeichnende Schriftstellerin Mitte der 1980er Jahre, wobei sie zunächst historische Liebesromane verfasste, die im so genannten Wilden Westen spielten. Dafür bereiste sie die alten Fahrrouten der Siedler, wie z. B. den Oregon Trail. Diese Recherchen flossen insbesondere in die ursprünglich nur auf fünf Bände konzipierte Tallchiefs Serie ein. Die Ideen zu ihren Büchern flögen ihr buchstäblich bei ihren langen Autofahrten während dieser Reisen zu. Ihr Pseudonym legte sie sich auf ausdrücklichen Wunsch ihres Verlags zu.

## Werk

### Als Cait Logan

#### Eigenständige Romane
- Lady on the Line (1986)
- Rugged Glory (1986)
- Tame the Fury (1990)
- Wild Dawn (1992)
- Gambler's Lady (1992)
- Night Fire (1994)
- Delilah (1995)
- The Wedding Gamble (1996)
- Be Mine (1997)

#### A Lady's Series
1. A Lady's Choice (1988)
2. A Lady's Desire (1988)

#### Gemeinschaftsausgaben
- Outlaw Love (1997) (mit Connie Brockway, Brenda Joyce und Stephanie Mittman)

### Als Cait London

#### MacLean Serie
1. The Loving Season (1989)
2. Angel Versus Maclean (1990)
3. The Daddy Candidate (1991)

#### Einzelromane
- The Pendragon Virus (1990)
- The Cowboy (1993)
- Maybe No, Maybe Yes (1993)
- Fusion (1994)
- The Bride Says No (1994)
- Mr. Easy (1995)
- Miracles and Mistletoe (1995)
- Three Kisses (1998)
- Sleepless in Montana (1999)
- It Happened at Midnight (2000)
- Leaving Lonely Town (2001)
- A Loving Man (2001)
- When Night Falls (2002)
- With Her Last Breath (2003)
- What Memories Remain (2004)
- Flashback (2005)
- Hidden Secrets (2005)
- Total Package (2005)
- Silence the Whispers (2006)
- At the Edge (2007)
- A Stranger's Touch (2008)

#### Blaylocks Serie
1. Midnight Rider (1992)
2. The Seduction of Jake Tallman (1993)
3. Blaylock's Bride (1999)
4. Rio, Man of Destiny (1999)
5. Typical Male (1999)

#### Every Guide To... Serie
1. Every Girl's Guide To... (1995)
2. Every Groom's Guide To... (1996)

#### Tallchiefs Serie
1. The Cowboy and the Cradle (1996)
2. Tallchief's Bride (1996)
3. Tallchief for Keeps (1997)
4. The Groom Candidate (1997)
5. The Seduction of Fiona Tallchief (1998)
6. Rafe Palladin: Man of Secrets (1998)
7. The Perfect Fit (1998)
8. Tallchief, the Homecoming (2000)
9. Tallchief: The Hunter (2002)

- A Tallchief Celebration (omnibus) (2001)

#### Freedom Valley Serie
1. Last Dance (2000)
2. Slow Fever (2000)
3. Gabriel's Gift (2001)

#### Stepanov Heartbreakers Serie
1. Mr. Temptation (2002)
2. Instinctive Male (2003)
3. Hold Me Tight (2004)

#### Zusammenstellungen
- Luke's Promise / Tallchief, the Hunter (2002)

#### Mitherausgabe
- Spring Fancy (1994) (mit Pepper Adams und Dixie Browning)
- Spring Fever (1997) (mit Pepper Adams und Dixie Browning)
- Mistletoe Kisses (1998) (mit Andrea Edwards und Rachel Lee)
- Maternity Leave (1998) (mit Candace Camp und Sherryl Woods)
- Do You Take This Cowboy (2000) (mit Anne McAllister)
- First Love, Only Love (2001) (mit B.J. James)
- Forbidden Attraction (2002) (mit Laurie Paige)
- Her Ideal Man (2002) (mit Fayrene Preston)
- Mr.Temptation / Plain Jane's Texan (2003) (mit Jan Hudson)
- The Millionaire's Proposal / Plain Jane's Texan (2003) (mit Susan Mallery)
- Stuck on You (2004) (mit Wendy Rosnau und Carolyn Zane)
- Lionhearted / Instinctive Male (2004) (mit Diana Palmer)
- Nine-month Knight / Paternity Test / Tabloid Baby (2004) (mit Candace Camp und Sherryl Woods)
- Lassoed Hearts (2004) (mit Susan Mallery)
- Hold Me Tight / Cowboy Crescendo (2004) (mit Cathleen Galitz)
- Breathless Passion / Total Package (2006) (mit Emilie Rose)
- Sugarplums and Scandal (2006) (mit Lori Avocato, Dana Cameron, Mary Daheim, Suzanne Macpherson und Kerrelyn Sparks) (All I Want for Christmas is My Two Front Teeth / Lords of Misrule / Ghost of Christmas Passed / Partners in Crime / Holly Go Lightly / Very Vampy Christmas)

## In deutscher Übersetzung
- Atemlos. (1. Aufl. 2001) Weltbild, Augsburg 2006, ISBN 978-3-89897-398-4
- Weil Du nicht Wiederkehrst. Weltbild, Augsburg 2007, ISBN 978-3-86800-057-3
- Dunkel ist die Nacht. Weltbild, Augsburg 2007, ISBN 978-3-89897-639-8
- Wenn die Stille zu Dir spricht, Weltbild, Augsburg 2009, ISBN 3-86800-166-2